# Serratula alatavica
Serratula alatavica là một loài thực vật có hoa trong họ Cúc. Loài này được C.A.Mey. miêu tả khoa học đầu tiên năm 1869.